# Ley de Crueldad contra los Animales de 1849
Ley de Crueldad contra los Animales de 1849 fue una ley del Parlamento del Reino Unido con el título de An Act for the more effectual Prevention of Cruelty to Animals (Una Ley para la más Eficaz Prevención de la Crueldad hacia los Animales). Esta ley derogó dos leyes anteriores, la Ley de Tratamiento Cruel del Ganado de 1822 y la Ley de Crueldad contra los Animales de 1835, y reiteró los delitos de golpes, malos tratos, sobrecarga, abuso y tortura a los animales con una pena máxima de 5 libras esterlinas y una compensación de hasta 10 libras. La ley fue modificada y ampliada por la Ley de Crueldad contra los Animales de 1876 y derogada por la Ley de Protección de los Animales de 1911.